# 収穫後損失 (青果)
「収穫後」とは農地での生産から、食卓に上るまでのバリュー・チェーンのあらゆる時点を指し、収穫、出荷、貯蔵、加工、包装、輸送、そして販売までを含む。
青果物のロスは収穫後の流通過程における重大な問題である。それは栽培条件から小売店での取り扱いまでのさまざまな要因が原因で起こる。明らかな食べものの無駄であるばかりでなく、生産にかけられた人の手間、農場に投入された資源、暮らし、投資や水のような貴重な資源の無駄でもある。しかし青果物の収穫後損失を見積もるのは難しい。農家によって収穫されたものがすべて消費者の手に渡ることもあれば、かなりの部分がロスになったり廃棄されたりすることもある。場合によっては、100%がロスになることもある。たとえば、値崩れによって、収穫して売るよりもそのまま畑に鋤きこんだ方が農家にとってコストがかからないときなどである。したがって、損失を平均の数値で見ることは誤解を招く恐れがある。ロスには価格や栄養価によって見られる質的なロスと、量的なロスとがあり得る。

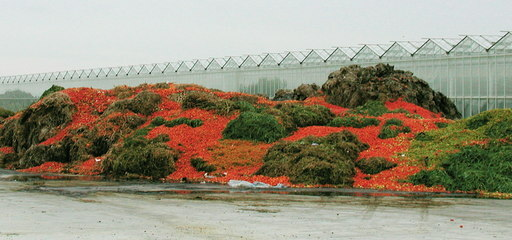
イギリスで積み上げた堆肥の上に廃棄されたトマト

## 農地におけるロス
収穫後損失に影響する要因は、作物が育った土から生産物が店に届いてからの取扱いまで多岐にわたる。収穫前の栽培における慣習は収穫後の結果に大きな影響を与えうる。植物は光合成や呼吸のため、常に水を必要とする。過剰な降雨や灌漑は腐敗につながる恐れがある一方で、水の不足もまたダメージになり、さらに水が不定期に与えられることによっても、果実の急激な吸水による膨張に伴うひび割れが起きる可能性がある。栄養分の不足は生育不良や葉の退色、果実の異常な成熟やその他の要因によって生産物の品質を下げる可能性がある。過剰な肥料は果実の発達や収穫後の状態に悪影響を及ぼす恐れがある。適切な施肥管理がロスを減らすために重要である。雑草は栄養素と土壌の水分を巡り、作物と競合する。

## 収穫後のロスの原因
果実や野菜は植物の生きた一部分であり、65から95％が水である。栄養分や貯蔵した水が尽きると、生産物は死んで腐敗する。栄養分や水の消費速度を増加させるような要因が働くと、ロスの可能性は高まる。高温、大気中の湿度の低下、物理的な損傷はすべて作物の正常な生理的な変化を促進しうる。損傷は不注意な取り扱いからよく起こり、内部の傷みや割れ、皮の損傷を引き起こし、水分の喪失を促進する。
細胞呼吸は植物内で常に起きているプロセスであり、植物や生産物へのダメージなしには止めることができない。呼吸は蓄積したでんぷんや糖を消費し、それらが使い果たされると止まる。呼吸には通気の良さが必要である。通気が悪いと、呼吸の代わりに発酵が起き、二酸化炭素の蓄積にもつながる。二酸化炭素濃度が上がると、生産物は速やかに悪くなる。
新鮮な生産物は収穫後は水を失い続ける。水の喪失は萎れと重量の減少を引き起こす。水の失われる速度は、生産物の種類に依存する。葉物は表皮が薄く気孔が多いため、水を失うのが速い。一方イモは、皮が分厚く気孔が少ない。しかし生産物が何であれ、保存可能期間を延ばすためには水の喪失は最小限に抑えられなければならない。最も重要な要因は、果物や野菜の重量に対する表面積の割合である。その割合が大きいほど、水の喪失は速くなる。水の喪失速度は生産物内部と大気の水の蒸気圧の差と相関があるため、生産物は湿度の高いところに保存しなければならない
。
菌類や細菌による病害は収穫後損失の原因になるが、栽培時にはよく見られるウイルス病はそれほど問題にならない。腐敗が深くまで浸透するとその生産物は売れなくなる。これは収穫前の畑における感染の結果起こることが多い。病害が表面のみにとどまると、品質ロスが起きる。果皮の傷みは価格を下げるが、生産物が食べられなくなるわけではない。菌類や細菌類による病害は、大気や土壌、腐敗した植物体などに存在する微小な胞子や芽胞によって拡散する。収穫後の感染はいつでも起こり得るが、それは通常、収穫時やその後の取り扱いが原因である。
果実は成熟の最後に完熟する。完熟した後の果実は老化し、崩壊する。「果実」という分類はナス、ピーマン、トマトなどの生産物も含む。非クリマクテリック型果実は親植物についているときにしか成熟が進まない。収穫すると糖や酸の量がそれ以上増えなくなるため、完熟前に収穫してしまうと食味が低下する。例としては柑橘類、ブドウやパイナップルが挙げられる。早期の収穫はしばしば輸送中のロスを最小限にするために行われるが、その結果風味は犠牲になる。クリマクテリック型果実とは熟した後、完熟前に収穫できるものである。バナナやメロン、パパイヤ、トマトなどが含まれる。商業的な果実の取引では成熟の度合いは人工的に調節されるため、輸送と流通を入念に計画することが可能である。エチレンガスはほとんどの植物細胞で生産され、熟成の開始に重要な役割を持つ。エチレンは商業的にクリマクテリック型果実の追熟に用いることができる。しかし、果実が生産する天然のエチレンは貯蔵中のロスにつながることがある。たとえば、エチレンは植物の緑色を退色させるため、葉物野菜は追熟途中の果実と一緒に保管するとダメージを受ける恐れがある。エチレン生産は果実が傷ついたり腐敗し始めたりすると増加し、それによって輸送中の果実の熟成が促進されてしまうことがある
。

## マーケティング・チェーンにおけるダメージ

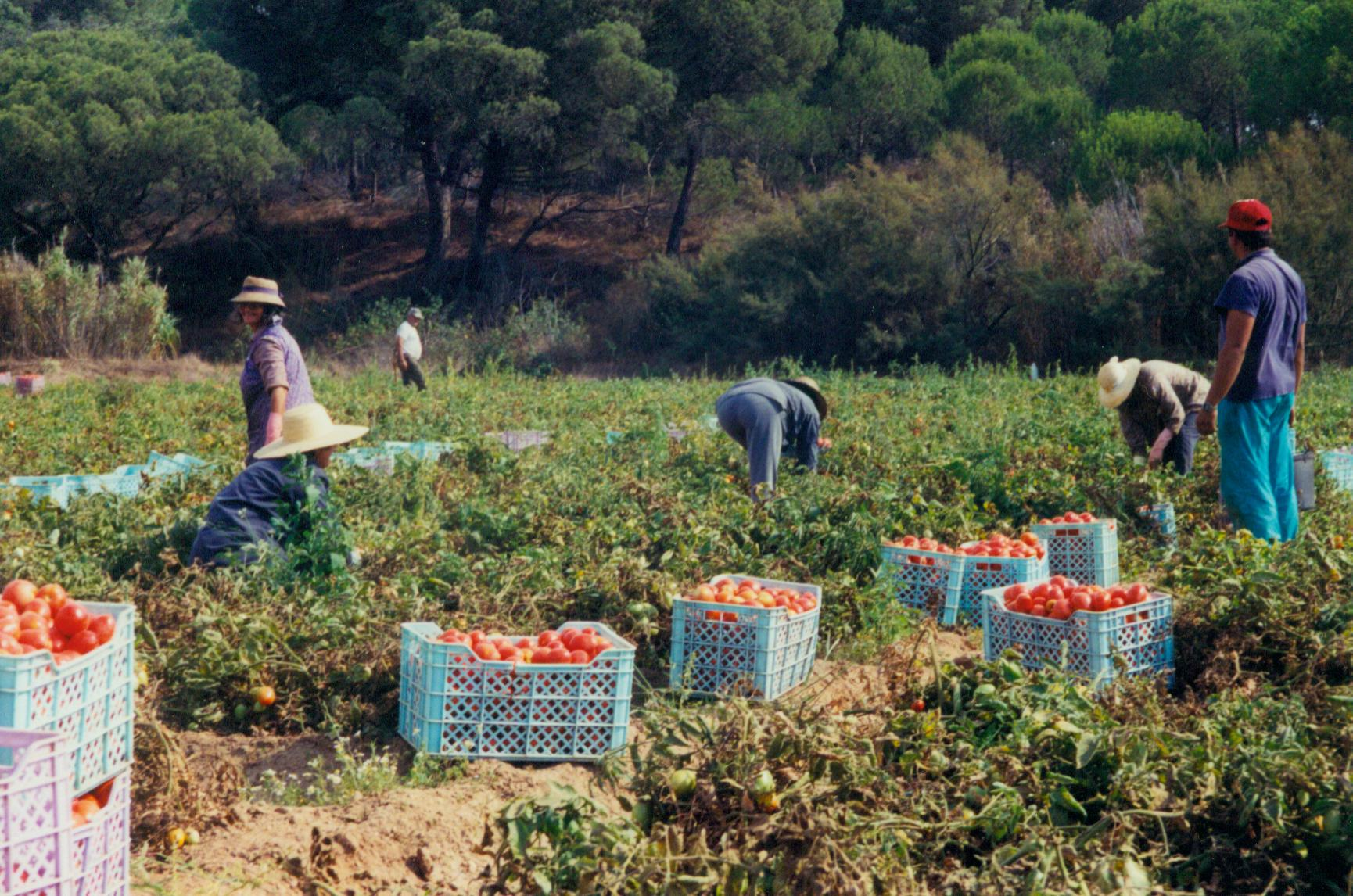
ポルトガルでのトマト収穫

果物や野菜は機械的な傷害にとても弱い。それは不潔なナイフの使用など粗末な慣行による収穫、収穫時または流通過程における不適切な容器の使用（潰れやすいもの、ささくれた木製のもの、縁のとがったものやくぎの打ち方が不適切なものなど）、詰め過ぎや隙間の空きすぎ、容器の不注意な取扱いなど、マーケティング・チェーンのどこでも起こり得る。その結果起こり得るダメージには果実の裂果、内部の傷み、表面の擦り傷、柔らかい生産物の潰れなどが挙げられる。このように不用意な取扱いはカビや細菌の侵入経路を作り出したり、水の喪失や呼吸速度の増加を引き起こしたりする可能性がある。
生産物は極端な高温・低温にさらされたときにもダメージを受けることがある。冷蔵保存が予想されるときには、低温への耐性のレベルが重要になる。すべての生産物は、0から-2℃の間で凍る。少しならば凍ることにも耐性のある農産物はあるが、貯蔵中の不適切な温度管理は大幅なロスにつながる可能性がある。
果物や野菜の中には、包装前の洗浄に汚れた水が使われたり、周囲に廃棄された生産物が放置された作業場で梱包されたり、汚染された生産物と一緒に梱包されたりすることによる収穫後の汚染に弱いものもある。
輸送そのものによるロスは大きく、特に発展途上国では深刻である。積み込みや積み下ろし時の不注意な取扱い、（特に悪路による）輸送車の揺れ、不適切な積み込み（しばしば収入を最大限にするため荷物が車へ押し込まれる）などがダメージを引き起こす。温度の上がりすぎは腐敗につながり、水分の喪失を加速する。輸送中には換気のない閉め切った車両、空気の流れを阻害する積み方、日光を直に浴びる車両の使用などにより温度が上昇する可能性がある。いくつかの国では車両の故障がロスの重大な要因になっている。修理の間、1日かそれ以上もの間傷みやすい生産物が太陽にさらされたままになるためである。
小売りの段階でのロスは大きく、特に貧しい国で顕著である。生産物を守る設備がほとんどない質の低い市場では、生産物の劣化が早いためである。売れる生産物と売れない生産物を分けることは高い廃棄率につながり、葉物野菜の葉の除去により重量の大きなロスが起きている。市場に新鮮な生産物が届くと古い貯蔵分は捨てられるか、きわめて安く売られる。

## ロスを避ける
前述のような良い習慣を守ることにより、ロスは避けることができる。収穫前、収穫時、冷却、一時的な保管、輸送、取扱いや市場での流通・販売のプロセスにおけるロスを減らすための広範な技術も存在する。過去に起きたロスのタイプによって、推奨される技術は異なる。しかし、すべての介入はコストパフォーマンスの原理にのっとらなければならない。ロスを大幅に減らすことは理論上は可能に違いないが、実際には法外にコストがかかる可能性もある。特に小さな農場にとっては、高価で労力のかかる技術を導入するのは困難である。彼らにとっては収穫後のロスを減らすことが極めて重要になる。

## ロスを見積もる
生鮮農産物の収穫後ロスを見積もるための信頼性のある方法はない。どのような評価方法も特定の状況下での特定のバリュー・チェーンにしか適用できず、そのようなときでさえ、品質のロスを見積もったり、避けられない湿度のロスと不適切な取扱いや前述のようなその他の要因によるロスを区別したりすることは難しい。マーケティング・チェーンの中のさまざまなステージにおけるロスの正確な記録が残されていることは稀であり、特にロスが最も多くなり得る熱帯の国々にその傾向があるため、流通過程の異なるステージでの介入のコストパフォーマンスを確実に見積もることは事実上不可能である。そうした情報の欠如は政府や提供者による誤ったステージでの介入につながる恐れがある。

## 文献リスト
1. ↑  Mrema, C. G. and Rolle, S. R. (2002). Status of the postharvest sector and its contribution to agricultural development and economic growth. 9th JIRCAS International Symposium – Value Addition to Agricultural Product, pp. 13-20.
2. ↑  World Resources Institute (1998). Disappearing Food: How Big are Postharvest Losses? “アーカイブされたコピー”. 2010年5月8日時点のオリジナルよりアーカイブ。2010年3月28日閲覧。 EarthTrends
3. 1 2  FAO Prevention of post-harvest food losses: fruits, vegetables and root crops - a training manual  FAO Training Series 17/2, Rome, 1989
4. ↑  Kader, A. A. (2005) (PDF). Increasing Food Availability by Reducing Postharvest Losses of Fresh Produce   “アーカイブされたコピー”. 2010年6月13日時点のオリジナルよりアーカイブ。2009年8月22日閲覧。 UC Davis
5. ↑  Lopez-Camelo, Andres. Manual for the preparation and sale of fruits and vegetables – from farm to market. FAO, Rome 2004
6. ↑  
“野菜の最適貯蔵条件一覧表”.  農業・食品産業技術総合研究機構. 2013年11月29日閲覧。
7. ↑  Kader, A. A. (2005) (PDF). Increasing Food Availability by Reducing Postharvest Losses of Fresh Produce   “アーカイブされたコピー”. 2010年6月13日時点のオリジナルよりアーカイブ。2009年8月22日閲覧。 UC Davis
8. ↑  Lopez-Camelo, Andres. Manual for the preparation and sale of fruits and vegetables – from farm to market.  FAO, Rome 2004
9. ↑  Dixie, G.; Horticultural Marketing  FAO, Rome, 2005
10. ↑  Kadar, A.A. (2003). A Perspective on Postharvest Horticulture (1978-2003). HortScience, 38(5), pp. 1004-1008. “アーカイブされたコピー”. 2010年6月13日時点のオリジナルよりアーカイブ。2010年3月27日閲覧。 U.C. Davis.
11. ↑  Uwe Hoering (2013年3月). “Loss and Waste”.   dandc.eu. 2013年12月4日閲覧。